# August Raps
August Karl Friedrich Agnes Raps (* 23. Januar 1865 in Köln; † 20. April 1920 in Charlottenburg) war ein deutscher Physiker, der die nach ihm benannte Quecksilber-Expansionsluftpumpe Rapssche Pumpe erfand.

## Leben
Als Sohn des Kunstmalers Friedrich Raps studierte er Physik in Bonn und Berlin, wo er am Physikalischen Institut Assistent von August Kundt war und seine 1891 in der Zeitschrift für Instrumentenkunde (11) vorgestellte „Selbstthätige Quecksilberluftpumpe“ erfand, die bei der frühen industriellen Herstellung von Glühlampen eine wichtige Rolle spielte. Sie entspricht im Wesentlichen einer Geissler-Toeplerschen Quecksilberluftpumpe, ergänzt mit einer automatischen Steuerung des Quecksilberflusses.
Mit einem Jamin-Interferometer fotografierte er die Luftschwingungen in gedackten Pfeifen.
Im Jahre 1891 wurde er Privatdozent an der Universität und arbeitete ab 1893 bei Siemens.
Im Jahr 1895 entwickelte er eine Bremseinrichtung zur Synchronisation von Sender und Empfänger des Hughes-Telegraphen-Systems. Damit, dass der Empfänger etwas schneller als der Sender läuft, verringert sich die Gefahr von Signalverlust.

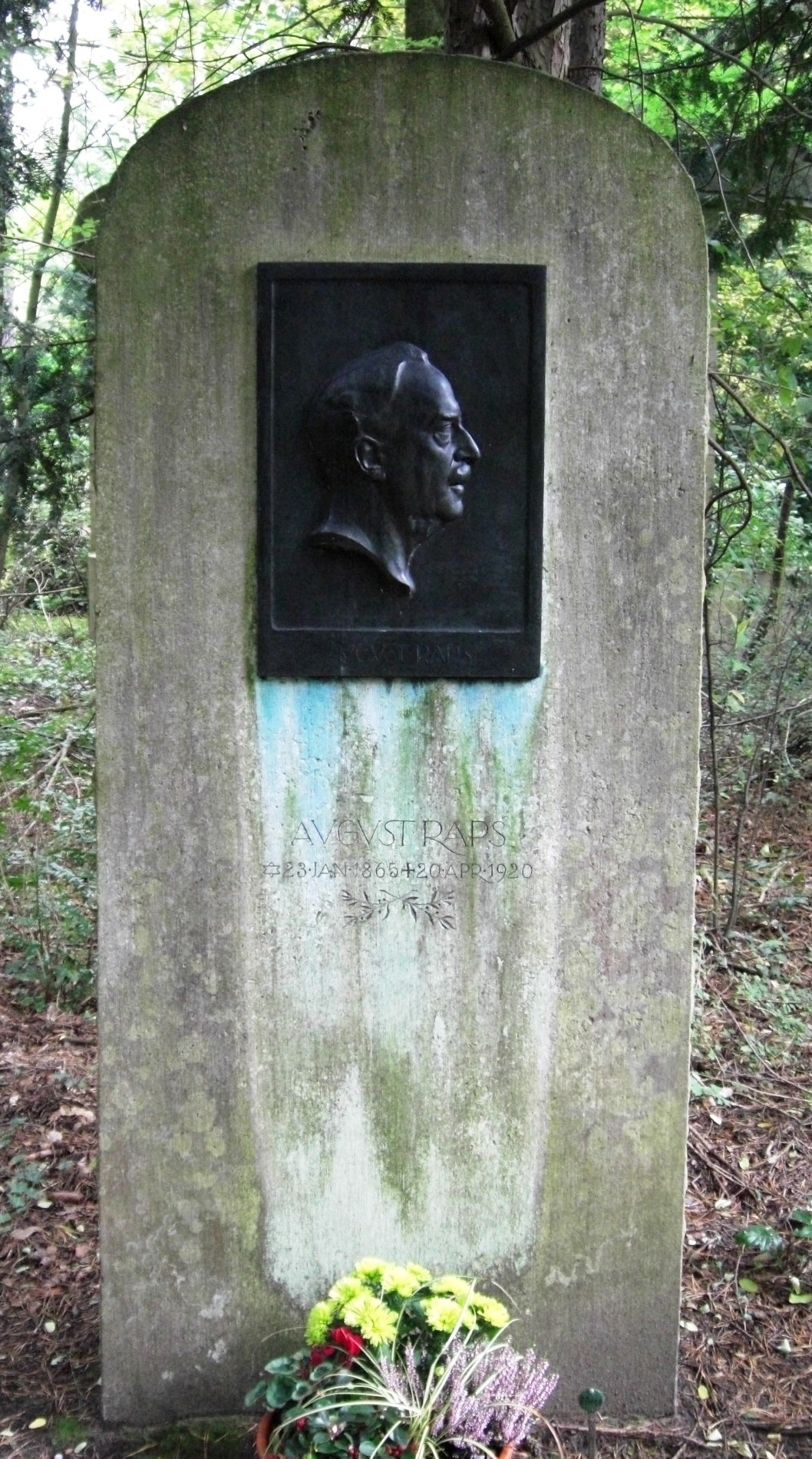
Grab von August Raps auf dem Südwestkirchhof in Stahnsdorf

Im Jahr 1897 wurde ihm die Leitung des Kabelwerks der Firma Siemens an der Franklinstraße in Charlottenburg anvertraut, ab 1905 leitete er zusammen mit Adolf Franke auch das für die Massenproduktion von Fernmeldeausrüstung und Messtechnik neu gebaute Wernerwerk F in Berlin-Siemensstadt. Raps gehörte von 1900 bis 1919 dem Vorstand der Firma Siemens & Halske an. 1900 stellte der technikbegeisterte Kölner Schokoladeproduzent Ludwig Stollwerck den Kontakt zu Ferdinand Braun her und die Telegraphen-Bauanstalt Siemens & Halske übernahm den Bau Braun'scher Apparate. Stollwerck hatte Ende 1898 in Köln ein Konsortium zur Verwertung der Braun’schen Patente gegründet und 560.000 Mark Gesellschaftskapital eingebracht. Nach Erreichen der Funkverständigung über eine größere Entfernung wurde das Konsortium in die „Professor Braun’s Telegraphie Gesellschaft GmbH“ umgewandelt, aus der später die Telefunken AG hervorging. Die Einführung des Selbstwählfernsprechdienstes hat Raps maßgeblich gefördert.
Von 1900 bis 1920 lehrte Raps als Professor für Elektrotechnik an der TH Dresden.
Seine Grabstätte befindet sich auf dem Südwestkirchhof Stahnsdorf.

## Werke
- Zur objectiven Darstellung der Schallintensität; Leipzig, Barth, 1889
- Über Luftschwingungen; 1893
- Ueber elektrische Messungen und Messinstrumente; Vortrag gehalten am 18. November 1902
- Elektrizität und Volkswohlfahrt; Berlin, Stilke, 1913